# Luzonsnijdervogel
De luzonsnijdervogel (Orthotomus derbianus) is een zangvogel uit de familie Cisticolidae die voorkomt op het eiland Luzon in de Filipijnen. 

## Kenmerken
De luzonsnijdervogel is een relatief kleine snijdervogel. De mannetjes en vrouwtjes zijn sterk gelijkend. De diverse ondersoorten verschillen van elkaar in de mate van grijs van de buik en borst. De luzonsnijdervogel lijkt sterk op de meer algemeen voorkomende visayasnijdervogel met uitzondering van de grijze rug en stuit. Ook de buik en borst zijn over het algemeen wat grijzer van kleur. De onderzijde van de staartdekveren is bruinachtig grijs. De bovenzijde van de snavel heeft een donkere hoornachtige kleur, de onderzijde is enigszins roze. De ogen zijn bruin en de poten rozeachtig bruin.
De luzonsnijdervogel wordt inclusief staart 12,5 centimeter en heeft een vleugellengte van 4,5 centimeter.

## Leefgebied en verspreiding
Deze vogel komt voor in het noorden van de Filipijnen en telt twee ondersoorten: 
- C. d. derbianus: centraal en zuidelijke Luzon (in het noorden tot aan Nueva Vizcaya en Pangasinan).
- C. d. nilesi: Catanduanes.

De luzonsnijdervogel leeft in laaglandbossen, dichtbegroeide plantages en meer gecultiveerde gebieden waar bomen en bamboestruiken dicht op elkaar staan.

## Status
De grootte van de populatie is niet gekwantificeerd maar de soort wordt omschreven als vrij algemeen. Op de Rode lijst van de IUCN heeft deze soort de status niet bedreigd.